# アンスリー
アンスリー（英語: An-3）は、かつて阪神電気鉄道・南海電気鉄道・京阪電気鉄道の駅に出店していた駅コンビニエンスストアである。

## 名称
名前の由来は、当初共同で展開していた阪神・南海・京阪の計3社の共通文字（HANSHIN・NANKAI・KEIHAN）、店の標語である「安心」、「安全」、「安らぎ」の「安（アン）が3つ」からきている。2009年に阪神の店舗が消滅して以降は前者の共通文字が成り立たなくなったことから、後者の説明が用いられていた。

## 歴史・概要
1997年（平成9年）、阪神、京阪、南海が共同で展開を開始した駅ナカのコンビニエンスストアである。1号店は京阪の樟葉駅前店（閉店済）。
共通のブランドを使用しているものの、運営は基本的に各社が独自に行っていた。
2005年（平成17年）4月1日に京阪ザ・ストア内に共同本部準備室を設置し、共同仕入れや企画など一部機能の統合を目指した。その後、共同本部は解消したが、商品企画、イベント企画、スタッフ研修などを協同して実施している。また、阪急電鉄、近畿日本鉄道を交え5社共同事業として公共料金等払込の取扱いも行っている。
2005年（平成17年）10月31日に京阪ザ・ストアとドラッグストア大手のコクミンが提携してアンスリーとドラッグストアを融合した新業態の店舗Plug-in（プラグイン）を大阪府守口市に開店させ、2007年（平成19年）1月30日に駅売店のスピーディーな販売形態も取り入れたステップイン型の小型店舗アンスリーSΛM（サム）を阪神電気鉄道梅田駅構内に出店して新たな形態の店舗展開を始めた。
阪急・阪神経営統合に伴う阪急阪神ホールディングス内の流通事業の再編･合理化策の一環として、2008年（平成20年）4月1日から阪神電気鉄道の100%出資子会社である阪神ステーションネットが運営していたアンスリーの店舗の運営がアズナスを運営している阪急リテールズに委託され、翌年2009年（平成21年）4月1日に阪神ステーションネットのアンスリー全8店舗が関係する従業員を含めて阪急リテールズに完全に事業移管されると共に店名もアズナスに転換した（アズナスは2021年より順次店舗をローソンへ転換、11月24日を以てブランド消滅）。
なお、南海アンスリー（運営会社は南海フードシステム）のうち3店舗は、南海電気鉄道の子会社である泉北高速鉄道の沿線にあった（セブンイレブンのフランチャイジー加盟により2019年11月22日までにすべて閉店済み）。
一部の店舗を除き、PiTaPaでの支払いが可能である。南海アンスリーの一部の店舗ではiDでの支払いが、ekimoなんば店とekimo天王寺店、および一部の店舗ではこれに加え、ICOCA（電子マネーの相互利用を実施している交通系ICカードを含む）・楽天Edy・QUICPayでの支払いが可能であった。京阪アンスリーでは、e-kenet VISAカードでの支払いも可能である。さらに2012年（平成24年）3月からは、iD・楽天Edy・ICOCA（電子マネーの相互利用を実施している交通系ICカードを含む）の3種類が各店で利用可能となった。
2023年9月25日から東京の銀座ロフトでのイベントに「立山サンダーバード」などと共に初めて期間限定で出展した。
2021年12月2日、京阪ザ・ストアはアンスリーの店舗を新業態店舗「もより市」へと転換していくことを発表した。その後、2022年度から2023年度の2年間でアンスリー32店舗のうち19店舗をもより市へ変更。転換を行わなず閉店したアンスリーは賃貸店舗とする予定。なお、もより市に転換した店舗については京阪アンスリーのPOSシステムを引き継いでいる。
2022年9月28日、南海フードシステムはセブン-イレブンジャパンと業務提携し同社のフランチャイズとなることに加えアンスリーおよび同社の運営するnasco+の店舗を同年12月以降セブン-イレブンに転換することを発表した。その後、転換準備のため2023年1月27日までに全店舗閉店することになった。
2024年3月28日にアンスリー渡辺橋店が閉店し全店舗営業終了。これにより27年の歴史に幕を下ろすことになった。同時に、関西の鉄道会社による独自ブランドのコンビニチェーンも消滅した（「もより市」は小型の食品スーパーマーケットという位置づけである）。

## かつて存在した店舗

### 京阪

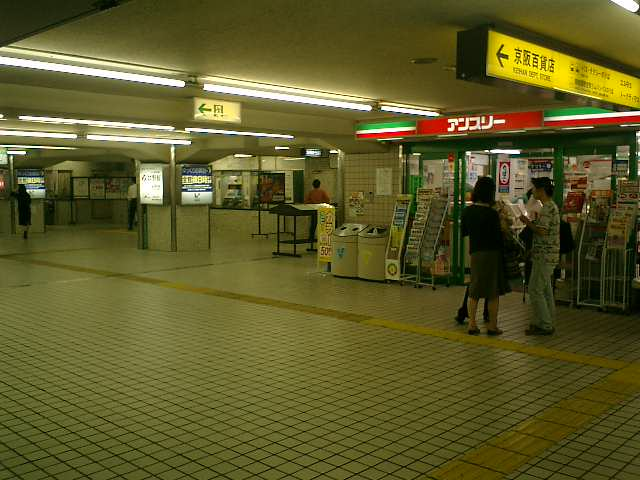
かつて京阪電気鉄道守口市駅構内に存在したアンスリー（写真右側）

- 渡辺橋店（大阪市北区）- 2024年3月28日閉店、アンスリー最後の店舗だった
- 大江橋店（大阪市北区）
- 淀屋橋店（大阪市中央区）- もより市に転換
- 淀屋橋コンコース店（大阪市中央区）
- 北浜店（大阪市中央区）- 2022年3月31日閉店
- 天満橋店（大阪市中央区） - もより市に転換
- 京橋店（大阪市都島区）- もより市に転換
- 京橋中央口店（大阪市都島区）- もより市に転換
- 京橋片町口店（大阪市都島区）- 2024年3月19日閉店
- 京橋ホーム大阪方店（大阪市都島区）- 2024年3月12日閉店、もより市に転換
- 京橋ホーム京都方店（大阪市都島区）
- 守口店（守口市） - コンビニドラッグ「プラグイン」へ業態変更(その後2019年12月20日閉店)
- 西三荘店（門真市）
- 門真店（門真市） - もより市に転換
- 古川橋店（門真市）
- 古川橋コンコース店（門真市）
- 大和田店（門真市） - もより市に転換
- 大和田コンコース店（門真市）
- 萱島店（寝屋川市）- もより市に転換
- 寝屋川店（寝屋川市）- 2022年9月17日閉店、もより市に転換
- 寝屋川北口店（寝屋川市） - 2022年11月30日閉店
- 香里園店（寝屋川市）
- 枚方店（枚方市）
- 枚方中央口店（枚方市）
- 枚方東口店（枚方市）
- 牧野店（枚方市）
- くずは店（枚方市） - フレスト跡にもより市開店により、2022年11月30日閉店　なお、アンスリー跡は吉野家が出店
- 樟葉コンコース店（枚方市） - 2022年11月30日閉店
- 八幡店（八幡市）
- 淀競馬場前店（京都市伏見区）
- 中書島店（京都市伏見区）- もより市に転換
- 中書島下りホーム店（京都市伏見区）
- 丹波橋店（京都市伏見区）- 2024年2月9日閉店、もより市に転換
- 祇園四条店（京都市東山区）- もより市に転換
- 三条店（京都市東山区）- もより市に転換。
- 出町柳店（京都市左京区）- もより市に転換
- 宇治店（宇治市）- 2017年5月8日閉店
- 宇治東店（宇治市）
- 太子橋店（守口市）
- 地下鉄新大阪店（大阪市淀川区）
- 地下鉄淀屋橋店（大阪市中央区）- 跡はローソンS OSL淀屋橋駅北店（OsakaMetroが運営）
- 精華台店
- 松井山手店
- 東御蔵山店

#### ステップイン店舗
- サム 中之島店（大阪市北区）
- サム 寝屋川ホーム店（寝屋川市）
- サム 香里園店（寝屋川市）
- サム 光善寺店（枚方市）
- サム 牧野店（枚方市）

### 南海
☆はフランチャイズ店。いずれも泉北高速鉄道の駅にあり、同社の関連会社である泉鉄産業が運営していたが、セブンイレブンのフランチャイジー加盟により全て閉店。
- なんば駅中央口店（大阪市中央区、1997年7月～2022年10月25日）セブンイレブン転換（1号店）
- なんばガレリア店（大阪市中央区） - 2009年10月7日になんば駅北口店より店名変更。2022年12月30日閉店
- ekimoなんば店（大阪市中央区）
- なんばCITY店（大阪市中央区）
- なんばCITY東ビル店（大阪市中央区） - 跡地に南海フードシステム運営の「ウィルコムプラザ南海なんば」が入店（その後東ビル解体のために閉店）
- 南海なんば駅南口店（大阪市浪速区）
- ekimo天王寺店（大阪市阿倍野区）
- 新今宮駅店（大阪市西成区）- 2022年12月23日閉店
- 堺店（堺市堺区）- 2022年12月23日閉店
- 堺プラットプラット店（堺市堺区）
- 石津川店（堺市西区）
- 羽衣店（高石市）
- N.KLASS三国ヶ丘店（堺市堺区）- 2022年12月30日閉店
- N.KLASS泉大津店（泉大津市）- 2022年12月16日閉店
- 貝塚店（貝塚市）
- 泉佐野店（泉佐野市）- 2022年12月30日閉店
- 和歌山市駅店（和歌山市）- 2022年12月23日閉店
- 初芝駅店(堺市東区)
- 金剛駅店(大阪狭山市)
- 河内長野店（河内長野市）- 2022年12月16日閉店
- 林間田園都市店（橋本市）- 2022年12月9日閉店
- 彩の台店（橋本市）
- 泉ヶ丘店（堺市南区）
- 和泉中央店（和泉市）☆
- 光明池店（堺市南区）☆
- 生活彩家 ekimo梅田店（大阪市北区）
- 生活彩家アンスリー堺東店（堺市堺区）- 2022年12月30日閉店
- 生活彩家アンスリー北野田店（堺市東区） - 元はフランチャイズ店舗だったが、直営化。2023年1月13日閉店
- 生活彩家 南海なんば第1ビル店（大阪市浪速区）
- 生活彩家 天下茶屋店（大阪市西成区）[3]- 2023年1月27日閉店

### 阪神
- 梅田東口店（大阪市北区）
- 西梅田店（大阪市北区）
- 野田店（大阪市福島区）
- 千船店（大阪市西淀川区）
- 尼崎店（尼崎市）
- 甲子園東口店（西宮市）
- 甲子園西口店（西宮市）
- 西宮店（西宮市）

以上8店舗は、2009年4月1日にアズナスへ譲渡  
- 今津店（西宮市） - 2008年8月に閉店

#### ステップイン店舗
- サム 梅田西改札内店（大阪市北区）
- サム 姫島店（大阪市西淀川区）